# カマレオネス
『カマレオネス』（スペイン語: Camaleones）は、メキシコのテレビドラマ。カナル・デ・ラス・エストレージャスで2009年7月27日から2010年1月29日まで放送された。

## 登場人物

### 主な登場人物
フランシスカ・カンポス
演：エディス・ゴンザレス
ヴァレンティーナ・イザグイレ
演：ベリンダ
アウグスト・ポンセ
演：ギリェルモ・ガルシア・カントゥ
セバスティアン・ハラミージョ
演：アルフォンソ・エレーラ